# Under Wraps
Albums de Jethro Tull
Broadsword and the Beast
(1982) A Classic Case
(1985)
Singles
1. Lap of Luxury
Sortie : 1984
2. Under Wraps # 1
Sortie : 1984

Under Wraps est le quinzième album studio du groupe rock progressif britannique Jethro Tull. Il sort le 7 septembre 1984 sur le label Chrysalis Records et est produit par Ian Anderson.

## Historique
C'est le seul album dans l'histoire du groupe qui est enregistré sans batteur, le chanteur Ian Anderson programmant les percussions électroniques. Le batteur Doane Perry rejoindra Jethro Tull par la suite pour la tournée.
Au contraire des albums précédents où Anderson écrivait paroles et musique, cet album est le premier depuis This Was (1968) où la majorité des titres sont coécrits, avec Peter-John Vettese mais aussi avec Martin Barre sur deux titres.
Cet album est enregistré pendant le printemps 1984 dans le studio personnel de Ian Anderson. L'édition originale en vinyle ne comprend que onze titres, la version en disque compact sera rallongée de quatre autres, l'inédit General Crossing et Astronomy, Tundra, et Automotive Engineering qui figuraient déjà sur la version 12" du single Lap of Luxury.
Ian Anderson souffrait de problèmes vocaux et a été averti par ses médecins de ne pas partir en tournée. Anderson a ignoré ce conseil, se serrant la gorge dans le processus et entraînant une intervention chirurgicale et une interruption prolongée du groupe. Sa voix se rapproche plus de celle du guitariste chanteur de Dire Straits, Mark Knopfler. 
Si l'album se classe à la 18e place charts britanniques, mais il n'aura pas le même succès aux États-Unis en ne se classant qu'à la 76e place du Billboard 200.

## Titres

### Version vinyle
- Tous les textes sont signés par Ian Anderson

#### Face 1
| No | Titre                    | Musique                      | Durée |
| -- | ------------------------ | ---------------------------- | ----- |
| 1. | Lap of Luxury            | Anderson                     | 3:35  |
| 2. | Under Wraps #1           | Anderson                     | 3:59  |
| 3. | European Legacy          | Anderson                     | 3:23  |
| 4. | Later, That Same Evening | Anderson, Peter-John Vettese | 3:51  |
| 5. | Saboteur                 | Anderson, Vettese            | 3:31  |
| 6. | Radio Free Moscow        | Anderson, Vettese            | 3:40  |

#### Face 2
| No  | Titre          | Musique                         | Durée |
| --- | -------------- | ------------------------------- | ----- |
| 7.  | Nobody's Car   | Anderson, Martin Barre, Vettese | 4:08  |
| 8.  | Heat           | Anderson, Vettese               | 5:37  |
| 9.  | Under Wraps #2 | Anderson                        | 2;14  |
| 10. | Paparazzi      | Anderson, Barre, Vettese        | 3:47  |
| 11. | Apogee         | Anderson, Vettese               | 5:28  |

### Version disque compact
| No  | Titre                    | Musique                  | Durée |
| --- | ------------------------ | ------------------------ | ----- |
| 1.  | Lap of Luxury            | Anderson                 | 3:35  |
| 2.  | Under Wraps #1           | Anderson                 | 3:59  |
| 3.  | European Legacy          | Anderson                 | 3:23  |
| 4.  | Later, That Same Evening | Anderson, Vettese        | 3:51  |
| 5.  | Saboteur                 | Anderson, Vettese        | 3:31  |
| 6.  | Radio Free Moscow        | Anderson, Vettese        | 3:40  |
| 7.  | Astronomy                | Anderson, Vettese        | 3:38  |
| 8.  | Tundra                   | Anderson, Vettese        | 3:41  |
| 9.  | Nobody's Car             | Anderson, Barre, Vettese | 4:08  |
| 10. | Heat                     | Anderson, Vettese        | 5:37  |
| 11. | Under Wraps #2           | Anderson                 | 2:14  |
| 12. | Paparazzi                | Anderson, Barre, Vettese | 3:47  |
| 13. | Apogee                   | Anderson, Vettese        | 5:28  |
| 14. | Automotive Engineering   | Anderson, Vettese        | 4:05  |
| 15. | General Crossing         | Anderson, Vettese        | 4:02  |

## Musiciens
- Ian Anderson : chant, guitare acoustique, flûte, programmation de la batterie, Fairlight CMI
- Martin Barre : guitare électrique
- Dave Pegg : basse
- Peter-John Vettese : claviers, programmation électronique

## Charts
Charts album
| Pays        | Durée du classement | Meilleur classement |
| ----------- | ------------------- | ------------------- |
| Allemagne   | 10 semaines         | 15e                 |
| États-Unis  | 12 semaines         | 76e                 |
| Royaume-Uni | 5 semaines          | 18e                 |
| Suède       | 1 semaine           | 43e                 |
| Suisse      | 7 semaines          | 9e                  |

Charts single
| Année | Single        | Chart                  | Durée du classement | Position |
| ----- | ------------- | ---------------------- | ------------------- | -------- |
| 1984  | Lap of Luxury | UK Singles Chart       | 4 semaines          | 70e      |
| 1984  | Lap of Luxury | Mainstream Rock Tracks | 6 semaines          | 30e      |